# 콘세타 토메이
컨체타 토메이(Concetta Tomei, 영어 발음: /kənˈtʃɛtə/, 1945년 12월 30일 ~ )는 미국의 배우이다.

## 출연 작품
- 뷰 프럼 더 탑 (2003)
- 뮤즈(영어판) (1999)
- 딥 임팩트 (1998)
- 미스터 룸바 (1997)
- 야누스의 영혼 (1994)
- 20달러의 유혹 (1993)
- 시지프스의 비밀 (1992)
- 돈 텔 맘 (1991)
- 전쟁과 사랑 (1987)
- 컴퓨터 인간 맥스 (1987)
- 3막 살인 (1986)

### 텔레비전
- L.A. 로 (1990-93)
- 피켓 펜스 (1992-94)
- 머피 브라운 (1997-98)
- 저징 에이미 (2003)
- 루비콘 (2010, Rubicon)
- 네세서리 러프니스 (2011-13)